# Halekalyadi, Arsikere
Halekalyadi là một làng thuộc tehsil Arsikere, huyện Hassan, bang Karnataka, Ấn Độ.